# Ebba Meyer
Ebba Alexandrine Heidensleben født Meyer (25. februar 1899 i København - 31. maj 1980) var en dansk tennisspiller fra B.93.
I nogle få år omkring første verdenskrig blev der afviklet VM i tennis på overdækket bane og i 1921 fandt de sted i KB's tennishal på Frederiksberg. Her nåede Ebba Meyer finalen  i damesingle og tabte til Elsebeth Brehm, sammen vandt de  damedouble mod Vera Forum og Jutta Steenberg. Det skal dog pointeres, at der blandt kvinderne kun var danske deltagere da KB Tennis arrangerede VM i 1921.
Hun vandt mellem 1921-1926 seks danske mesterskaber: et damesingle, to i damedouble og tre i mixed double.
På tennisbanen mødte hun sin klubkammerat tennisspilleren Paul Friderich Heidensleben (1899-1973), som var tysk korrespondent og som kom til Danmark fra Rostock i 1920. De blev gift og boede i Rungsted i 40 år.

## Danske mesterskaber
| År   | Disiplin         | Medspiller                |
| 1926 | Mixed double Ude | Einer Ulrich KB           |
| 1926 | Damesingle Inde  |                           |
| 1925 | Damedouble Inde  | Germaine Golding Frankrig |
| 1923 | Mixed doubleInde | Bjørn Thalbitzer KB       |
| 1921 | Damedouble Ude   | Agnete Goldschmidt B.93   |
| 1921 | Mixed double Ude | Axel Petersen B.93        |